# 菅原涼太
菅原 涼太（すがわら りょうた、2002年5月18日 - ）は、地方競馬の大井競馬場小林牧場堀千亜樹厩舎所属の騎手である。地方競馬教養センター騎手課程第101期生。愛称は「大井の太陽」。

## 来歴
インターアクションホースマンスクールに入学、その後、地方競馬教養センターに入所し、2021年4月1日付けで地方競馬騎手免許を取得。同年4月12日第1回大井競馬1日目第1競走33万円未満条件戦トリッコアトリートで初騎乗（12頭立て4番人気4着）。
第1回大井競馬4日目第9競走C2三組四組五組条件戦をコウギョウサウスで優勝（12頭立て4番人気）し、8戦目で初勝利。